# Żylino-Nowoje
Żylino-Nowoje (ros. Жилино-Новое) – stacja kolejowa w miejscowości Żylino, w rejonie niemańskim, w obwodzie królewieckim, w Rosji. Położona jest na linii Pojegi - Czerniachowsk.

## Historia
Stacja powstała w XIX w., gdy te tereny należały do Niemiec.